# Geklasseerde openbare bibliotheken
Een geklasseerde openbare bibliotheek (Frans: Bibliothèque classée (BMC of BIC) is een bijzondere openbare, meestal gemeentelijke of stedelijke bibliotheek in Frankrijk.

## Criteria voor het verwerven van het statuut van BMC of BIC
- Het beheren van fondsen van documenten afkomstig van de confiscaties, in functie van de wet op de scheiding van kerk en staat uit 1905.
- Een eigen patrimonium beheren dat oud en waardevol is.
- Een grote bevolking bedienen

Een decreet uit 1897 bepaalde dat de belangrijkste openbare bibliotheken door de minister van onderwijs konden worden geklasseerd. Voor de directie van deze bibliotheken werden hogere eisen gesteld qua opleiding. Ze moesten een bijzondere opleiding volgen inzake hulpwetenschappen voor geschiedenis, literatuur en bibliotheekwezen. De hoofdbibliothecaris werd een staatsambtenaar, terwijl het personeel door de gemeente werd tewerkgesteld.
Uit de ontelbare openbare bibliotheken in Frankrijk werden in 1908 reeds 35 bibliotheken geklasseerd; in 1929 werden dit er 45. In 2019 zijn het er 54.
Het voordeel van dit statuut is dat deze bibliotheken gebruik kunnen maken van experten van de staat.

## Lijst van de geaccrediteerde bibliotheken als BMC of BIC
Ingedeeld per regio:

### Auvergne-Rhône-Alpes
- Chambéry : Bibliothèque municipale de Chambéry
- Clermont-Ferrand : Bibliothèques et médiathèques de Clermont Auvergne Métropole
- Grenoble : Bibliothèque municipale de Grenoble
- Lyon : Bibliothèque municipale de Lyon
- Moulins : Médiathèque communautaire de Moulins
- Saint-Étienne : Médiathèques municipales
- Valence : Médiathèque publique et universitaire de Valence

### Bourgogne-Franche-Comté
- Autun : Bibliothèque intercommunale
- Besançon : Bibliothèque municipale d'étude et de conservation
- Chalon-sur-Saône : Bibliothèque municipale de Chalon-sur-Saône
- Dijon : Bibliothèque municipale de Dijon
- Dole : Médiathèque de l'Hôtel-Dieu

### Bretagne
- Brest : Bibliothèques municipales
- Rennes : Bibliothèques de Rennes

### Centre-Val-de-Loire
- Bourges : Bibliothèque municipale
- Orléans : Bibliothèques d'Orléans
- Tours : Bibliothèque municipale de Tours

### Grand Est
- Châlons-en-Champagne : Bibliothèque Georges-Pompidou
- Nancy : Bibliothèque municipale de Nancy
- Reims : Bibliothèque Carnégie
- Troyes : Médiathèque du Grand Troyes

### Alsace-Moselle
- Colmar : Bibliothèque des dominicains
- Mulhouse : Bibliothèques-médiathèques
- Metz : Bibliothèques-médiathèques

### Hauts-de-France
- Amiens : Bibliothèques d'Amiens Métropole
- Boulogne-sur-Mer : Bibliothèque des Annonciades
- Cambrai : Médiathèque d'agglomération de Cambrai
- Compiègne : Bibliothèque Saint-Corneille
- Douai : Bibliothèque municipale
- Lille : Bibliothèque municipale
- Roubaix : Médiathèque
- Valenciennes : Bibliothèque

### Île-de-France
- Versailles : Bibliothèque municipale de Versailles

### Normandie
- Caen : Bibliothèque de Caen
- Le Havre : Bibliothèque Armand-Salacrou
- Rouen : Bibliothèques de Rouen

### Nouvelle-Aquitaine
- Bordeaux : Bibliothèque municipale de Bordeaux
- La Rochelle : Médiathèque Michel-Crépeau
- Limoges : Bibliothèque francophone multimédia de Limoges
- Pau : Médiathèque intercommunale André-Labarrère
- Périgueux : Bibliothèque municipale de Périgueux
- Poitiers : Médiathèque François Mitterrand

### Occitanie
- Albi : Bibliothèques d'Albi
- Montpellier : Médiathèques et bibliothèques de Montpellier Méditerranée Métropole
- Nîmes : Carré d'art - Bibliothèques
- Toulouse : Bibliothèques de Toulouse

### Pays de la Loire
- Angers : Bibliothèque municipale d'Angers
- Le Mans : Médiathèque Louis-Aragon du Mans
- Nantes : Bibliothèque municipale de Nantes

### Provence-Alpes-Côte d'Azur
- Aix-en-Provence : Bibliothèque Méjanes
- Avignon : Bibliothèques municipales
- Carpentras : Bibliothèque Inguimbertine
- Marseille : Alcazar
- Nice : Bibliothèque municipale à vocation régionale